# Giuseppe Guerini (calciatore)
Giuseppe Guerini (Montodine, 14 settembre 1958) è un ex calciatore italiano, di ruolo centrocampista.

## Carriera
Cresciuto nel Pergocrema, e con un breve trascorso nella Sampdoria senza essere mai schierato in incontri di campionato, disputò con la maglia della Cavese gli unici tornei di Serie B della storia della società campana, collezionando 60 presenze tra il 1981 ed il 1983, precisamente 24 nella prima stagione e 36 nella seconda, senza segnare gol.
Militò nel Palermo tra il 1983 e il 1986, disputando 104 partite, 70 delle quali in Serie B e le restanti in Serie C1, segnando complessivamente 8 reti.
Fu poi coinvolto nello scandalo del calcio italiano del 1986, venendo squalificato per tre anni ed un mese.
Scontata la squalifica, chiuse la carriera nel Foggia, sempre fra i cadetti, nella stagione 1989-1990.
In carriera ha totalizzato complessivamente 137 presenze e 2 reti in Serie B.

## Palmarès

### Club

#### Competizioni nazionali
- Serie C1: 1

Palermo: 1984-1985
- Serie C2: 1

Pergocrema: 1978-1979